# بحبح باشا (فلم)
بحبح باشا فيلم كوميدي مصري لعام 1938 من إخراج فؤاد الجزايرلي وقصة بديع خيري الذي شارك الجزايرلي في كتابة السيناريو. الفيلم من بطولة فوزي الجزايرلي وإحسان الجزايرلي  ويروي قصة عائلات كبيرة تتردد على كازينو بحبح وأم أحمد. ولكن عندما تقوم إحدى السيدات بالتودد لبحبح، يراها أحد الموجودين ويقرر التخلص منه. الفيلم من إنتاج أفلام الجزايرلي.
صدر الفيلم إلى دور العرض المصرية في 29 سبتمبر 1938.
منح موقع قاعدة بيانات الأفلام العربية «السينما.كوم» الفيلم درجة 5.7/ 10.

## أحداث الفيلم
يعيش المعلم بحبح (فوزى الجزايرلي) مع زوجته أم أحمد (إحسان الجزايرلي) في حارة الشريك المخالف بالإسكندرية. يفلس صاحب كازينو الإنشراح للرقص والغناء الذي عمل به المعلم بحبح خادما، ويغلق الكازينو أبوابهً، ولكى يتجنب بحبح البطالة، يقترح على زوجته أم إحمد أن يستأجر الكازينو ويديره بصحبتها. توافق إم أحمد بشرط أن يظل بحبح خادماً فيه وتكون هي المديرة المسئولة. تتسع شهرة الكازينو وتبدأ العائلات الكبيرة في التردد عليه. يصاب الثرى غراب باشا الحلو (فوزي الجزايرلى) شديد الشبه ببحبح بمرض يجعل طبيبه السورى معمول (ألفريد حداد) يلازمه حتى يمنع صديق الباشا حلزون أفندى (محمد الديب) من إغرائه على العربدة والفساد. تقوم ماشالله هانم (زينات صدقى) زوجة عبد الموجود بك الطشت (رياض القصبجى) بتحريض كناريا هانم (ميمى شكيب) زوجة غراب باشا على أن تمتحن إخلاص زوجها غراب باشا، بأن تكتب ماشالله خطاباً بخط يدها إلى الباشا تدعوه إلى مقابلتها في كازينو الإنشراح. يستلم غراب باشا الخطاب ويسلمه بدوره إلى صديقه حلزون أفندى ليذهب إلى الكازينو بدلاً منه. يذهب حلزون أفندى إلى الكازينو ويدهش لوجود كناريا هانم. يزور عبد الموجود بك زوج ماشالله صديقه غراب باشا الذي يعرض عليه الخطاب فيتعرف عبد الموجود بك على خط زوجته ويظن ان ماشالله تخونه مع الباشا، فيتجه إلى الكازينو لضبط زوجته متلبسة بلقاء الباشا، فلا يجد سوى حلزون أفندى. يلتقى عبد الموجود بك وحلزون أفندى مع المعلم بحبح ويعتقدان انه غراب باشا. وتبدأ المفاجأت، إذ يتجه الباشا إلى الكازينو فتقابله أم أحمد باعتباره المعلم بحبح وتسيء معاملته. تتردد كناريا هانم على حجرة المعلم بحبح باعتباره زوجها غراب باشا وتركع أمامه فيشاهدهم عبد الموجود بك ويعمد إلى قتله لوجوده مع زوجة صديقه. ويزداد الإحساس بسوء الفهم الناجم عن شدة التشابه بين المعلم بحبح وغراب باشا، فبحبح أصبح الباشا بينما الباشا الحقيقي يتلقى المهانة من أم أحمد، ويظل هذا الغموض متجلياً إلى أن ينكشف الموقف ويعود كل زوج إلى زوجته بعد أن شعر بحبح بالحنين إلى زوجته، بعد مواجهة بين الشبيهين، وعرف عبد الموجود أصل وحكاية الخطاب الذي كتبته ماشالله.

## طاقم التمثيل
- فوزي الجزايرلي: في دور بحبح (الزوج)، ودور غراب باشا[7]

- إحسان الجزايرلي: في دور أم أحمد (الزوجة)[8]

- محمد الديب: في دور حلزون أفندي (صديق غراب باشا)[9]

- ألفريد حداد: في دور معمول (الطبيب السوري)

- رياض القصبجي: في دور عبد الموجود بك الطشت[10]

- زينات صدقي: في دور ماشالله هانم (زوجة عبد الموجود بك الطشت)

- ميمي شكيب: في دور كناريا هانم (زوجة غراب باشا)

بالاشتراك مع: سيد سليمان – فيوليت صيداوي – حسن سلامة 

## أسرة الفيلم
طاقم الفيلم يتكون من أفراد أسرة واحدة، الأب فوزي الجزايرلي (1886 – 1947) والابنة إحسان الجزايرلي (1905 – 1943)، والابن هو فؤاد الجزايرلي (1910 – 1979) المخرج وكاتب السيناريو. بدأ نشاطهم السينمائي عام 1934 ومع النجاح الهائل للثنائي «بحبح وأم أحمد» أقدم فوزي الجزايرلي على استغلال اسمي «بحبح» و«أم أحمد» في سلسلة أفلام كان منها «بحبح باشا» عام 1938. كان هناك ارتباطاً شديداً بين إحسان ووالدها، التي ساعدتها بنيتها البدينة بعض الشيء في شهرتها وأداء دور «أم أحمد»، وذلك منذ أول ظهور لها بالسينما عام 1934 في فيلم «المندوبان» للمخرج توجو مزراحي، وبعد وفاتها مباشرة وهي في الثامنة والثلاثين من عمرها إثر أزمة صحية شديدة في 28 سبتمبر 1943 قرر الأب فوزي الجزايرلي اعتزال الفن (كتب موقع مصراوي: "من المعلومات المتداولة غير الصحيحة، أن والدها الفنان فوزي الجزايرلي اعتزل الفن بعد وفاة ابنته، والمعلومة الصحيحة أنه قدم عدداً من الأعمال حتى قبل رحيله بأشهر عام 1948، وكان آخر أعماله "جحا والسبع بنات «عام 1947».

## روابط خارجية
- مقالات تستعمل روابط فنية بلا صلة مع ويكي بيانات
- بحبح باشا على موقع دهليز
- بحبح باشا على موقع دنيا الوطن
- بحبح باشاعلى موقع كاروهات نسخة محفوظة 29 أكتوبر 2021 على موقع واي باك مشين.